# Enemigos de lo ajeno
Enemigos de lo ajeno es el segundo álbum de estudio del grupo español El Último de la Fila, fue lanzado al mercado en 1986 por la discográfica PDI, en formato LP.
En 1991 fue reeditado por la discográfica EMI en formato CD, habiendo remezclado Manolo García, Quimi Portet y Josep Llobell todos los temas excepto Lejos de las leyes de los hombres y No me acostumbro.
El álbum fue presentado en directo mediante una gira de conciertos por todo el territorio español.
Ha sido posicionado en el puesto 79 en la lista Los 250 álbumes esenciales del rock iberoamericano de la revista norteamericana Al borde

## Lista de canciones
Edición original en LP y cassette
| Cara A |                                     |                      |          |  |
| N.º    | Título                              | Música               | Duración |  |
| 1.     | «Lejos de las leyes de los hombres» | M. García, Q. Portet | 3:22     |  |
| 2.     | «Insurrección»                      | M. García, Q. Portet | 2:12     |  |
| 3.     | «Mi patria en mis zapatos»          | M. García, Q. Portet | 4:22     |  |
| 4.     | «Aviones plateados»                 | M. García, Q. Portet | 3:52     |  |
| 5.     | «Zorro veloz»                       | M. García, Q. Portet | 4:14     |  |

| Cara B |                                 |          |  |
| N.º    | Título                          | Duración |  |
| 6.     | «Las palabras son cansancio»    | 3:50     |  |
| 7.     | «Soy un accidente»              | 3:22     |  |
| 8.     | «Los ángeles no tienen hélices» | 3:40     |  |
| 9.     | «No me acostumbro»              | 4:20     |  |

## Reedición en CD

### Lista de canciones
| N.º | Título                              | Música                          | Duración |  |
| 1.  | «Lejos de las leyes de los hombres» | M. García, Q. Portet            | 3:22     |  |
| 2.  | «Insurrección»                      | M. García, Q. Portet            | 2:12     |  |
| 3.  | «Mi patria en mis zapatos»          | M. García, Q. Portet            | 4:22     |  |
| 4.  | «Aviones plateados»                 | M. García, Q. Portet            | 3:52     |  |
| 5.  | «Zorro veloz»                       | M. García, Q. Portet            | 4:14     |  |
| 6.  | «Las palabras son cansancio»        | S. Alpers, M. García, Q. Portet | 3:50     |  |
| 7.  | «Soy un accidente»                  | M. García, Q. Portet            | 3:22     |  |
| 8.  | «Los ángeles no tienen hélices»     | M. García, Q. Portet            | 3:40     |  |
| 9.  | «No me acostumbro»                  | Q. Portet                       | 4:20     |  |
| 10. | «¿Para qué sirve una hormiga?»      | M. García, Q. Portet            | 2:29     |  |

## Singles
Se extrajeron los siguientes sencillos del álbum :
- Las palabras son cansancio (PDI, 1986)
- Insurrección (PDI, 1986)

## Curiosidades
- La portada está diseñada a modo de rompecabezas, con una sección con un autorretrato pictórico de Manolo García, una foto de Quimi Portet y un dibujo en blanco y negro de un Kanamita, personaje ficticio perteneciente al episodio 24 de la temporada 3 de The Twilight Zone (serie de televisión de 1959).
- La contraportada está ilustrada por dibujos de Manolo García, acompañada por una fotografía del grupo en directo.
- Ha sido nombrado Mejor disco de la historia del rock español en una lista publicada por la revista Rolling Stone.
- La canción Las palabras son cansancio está firmada por S. Alpers. Los componentes del grupo aclararon en la entrevista incluida en la caja Historia de una banda que se trataba de la vocalista americana Susan Alpers. La primera maqueta de la canción que realizó el grupo estaba cantada en inglés.

## Premios
- Grupo del año en directo otorgado por la revista Rockdelux.
- Disco del año otorgado por la revista Rockdelux.
- Mejor disco de la historia del rock español otorgado por la revista Rolling Stone en 2009.

## Personal
- Productores artísticos: Manolo García y Quimi Portet.
- Asesor de producción: Rafael Moll.
- Lugar de grabación: Barcelona.
- Momento de grabación: abril de 1986.
- Técnicos de grabación: Marc Neuhaus, Josep Llobell.
- Técnico de mezclas: Josep Llobell.
- Diseño de carpeta: Manolo García.
- Fotoportada: Antonio Coromina.
- Fotos contraportada: Kaleidoscopio, Jordi Cami y Pere Anglada.
- Sonido en directo: Toni Puig.
- Iluminación: Keith Yetton.
- Escenario: Ramón Planes y Fernando Moya.

### Músicos
- Manolo García: Voz.
- Quimi Portet: Guitarras y Bajo.
- Josep Lluís Pérez: Guitarra eléctrica.
- Marc Grau: Guitarra española
- Ángel Celada: Batería.